# Isola dei Pini
L'isola dei Pini (in francese île des Pins; in kanak Kunyié) è un'isola dell'oceano Pacifico, appartenente all'arcipelago della Nuova Caledonia, territorio d'oltremare della Francia.
La superficie dell'isola è di circa 250 km² e misura circa 15 km di lunghezza e 13 km di larghezza.

## Storia
Scoperta da James Cook nel 1774, durante il suo secondo viaggio verso la Nuova Zelanda; l'esploratore le diede questo nome dopo aver visto gli alti pini colonna presenti sull'isola.
Nel 1872 sull'isola venne istituita una colonia penale francese, in cui vennero confinati circa tremila deportati politici dalla comune di Parigi.